# Dorfkirche Albersroda

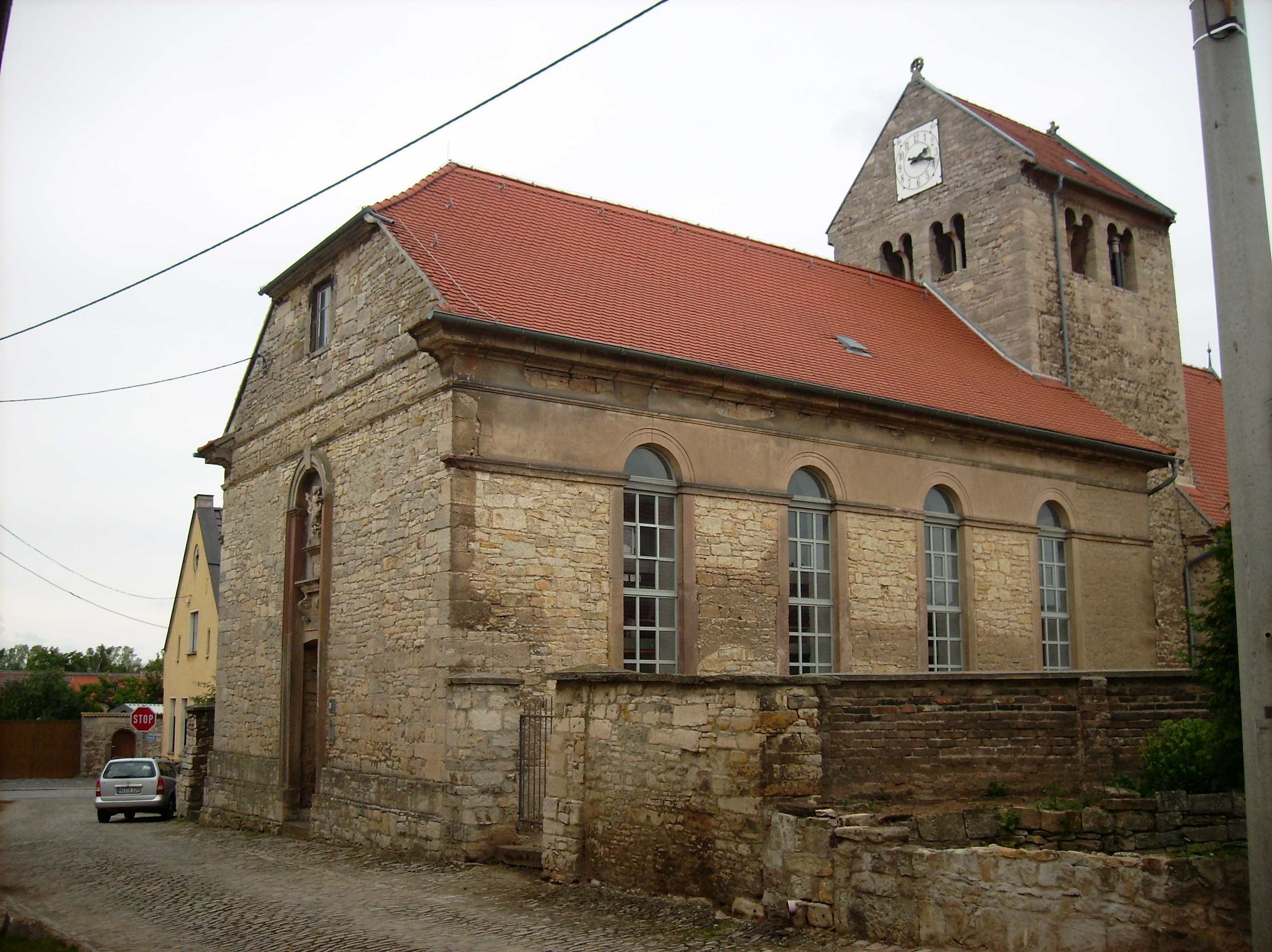
Dorfkirche Albersroda

Die evangelische Dorfkirche St. Magnus ist eine im Kern spätromanische Saalkirche im Ortsteil Albersroda der Gemeinde Steigra im Saalekreis in Sachsen-Anhalt. Sie gehört zum Pfarrbereich Mücheln-Langeneichstädt im Kirchenkreis Merseburg der Evangelischen Kirche in Mitteldeutschland.

## Geschichte und Architektur

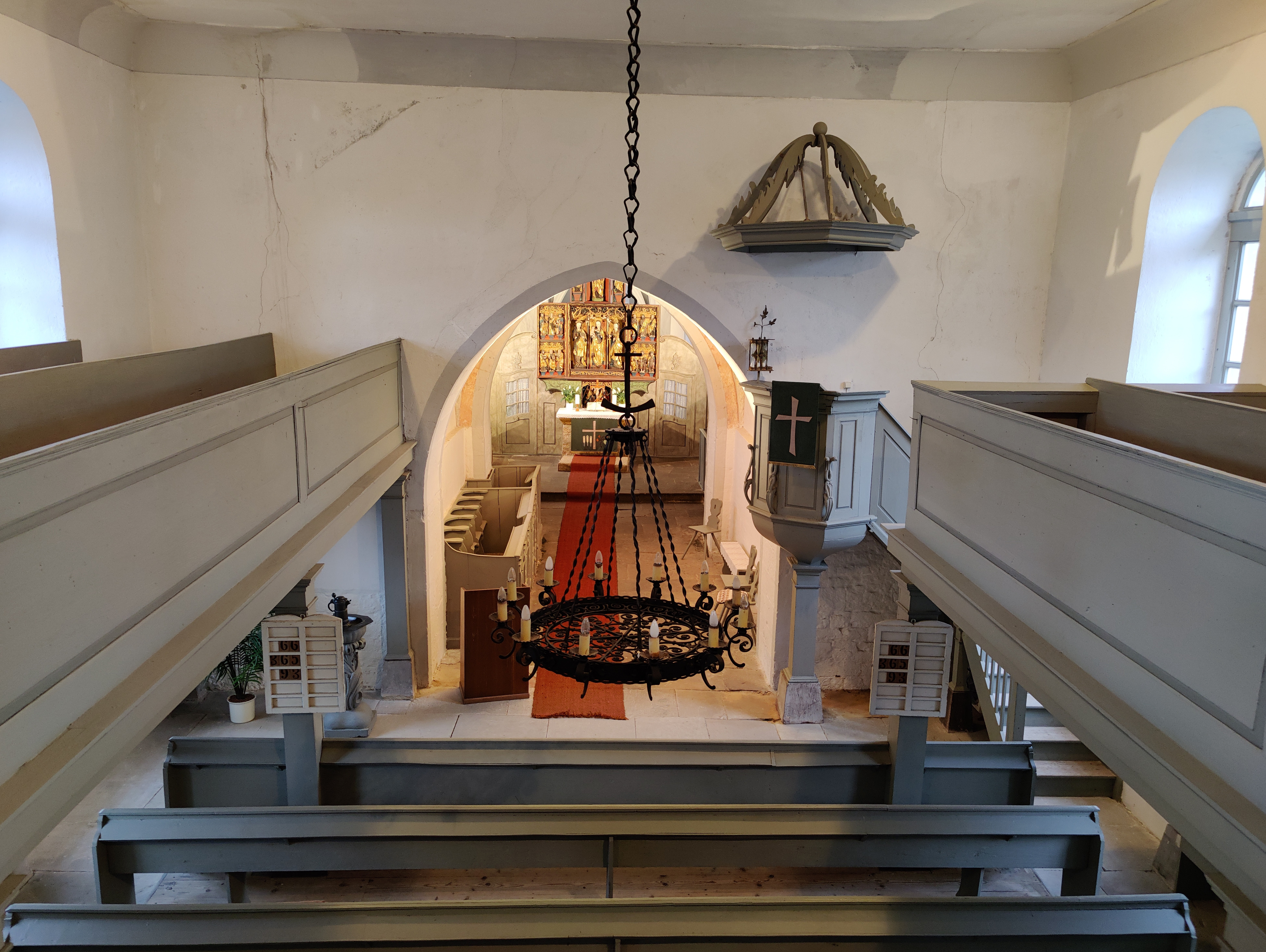
Innenraum (2021)

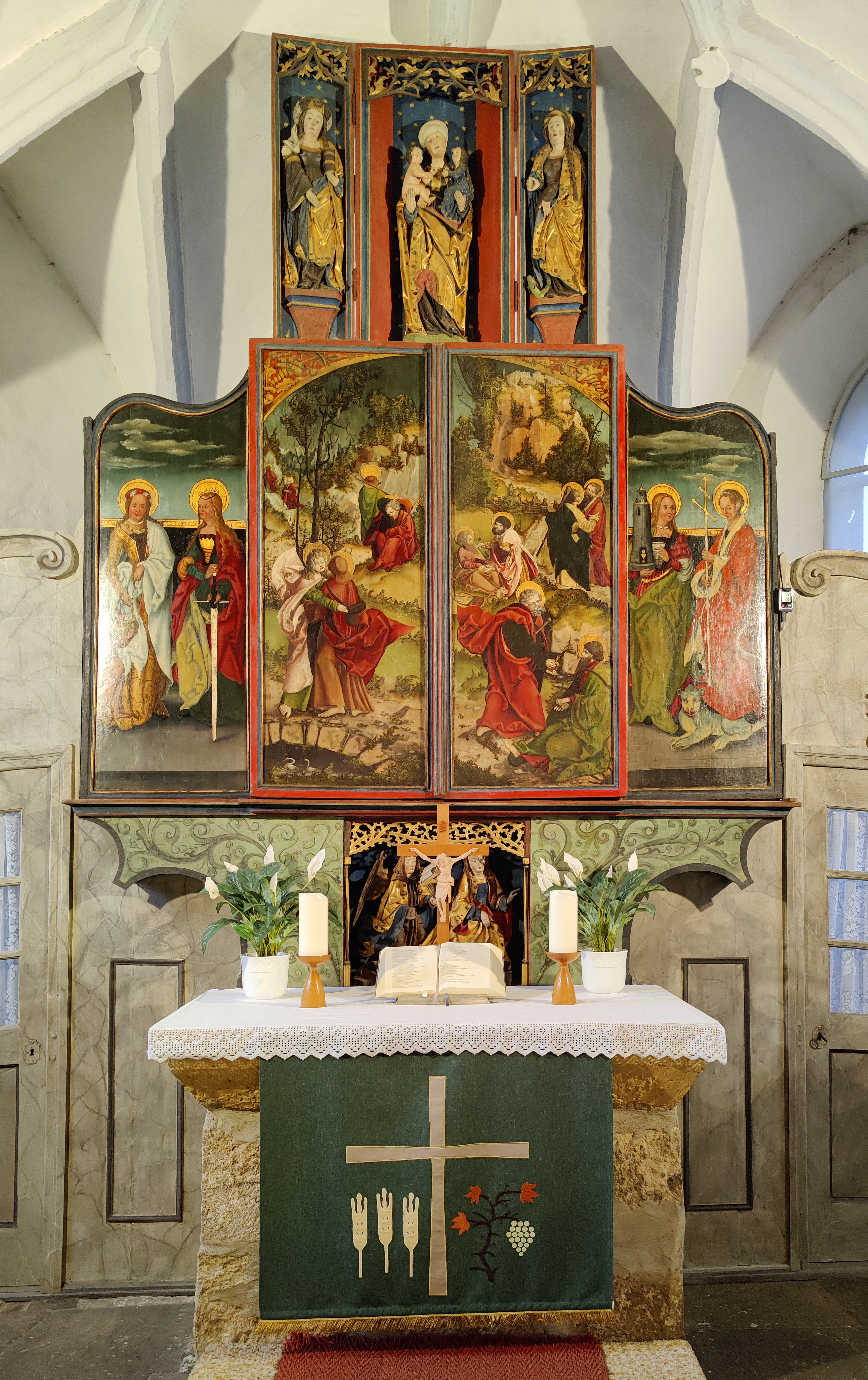
Wandlung des Hauptaltars

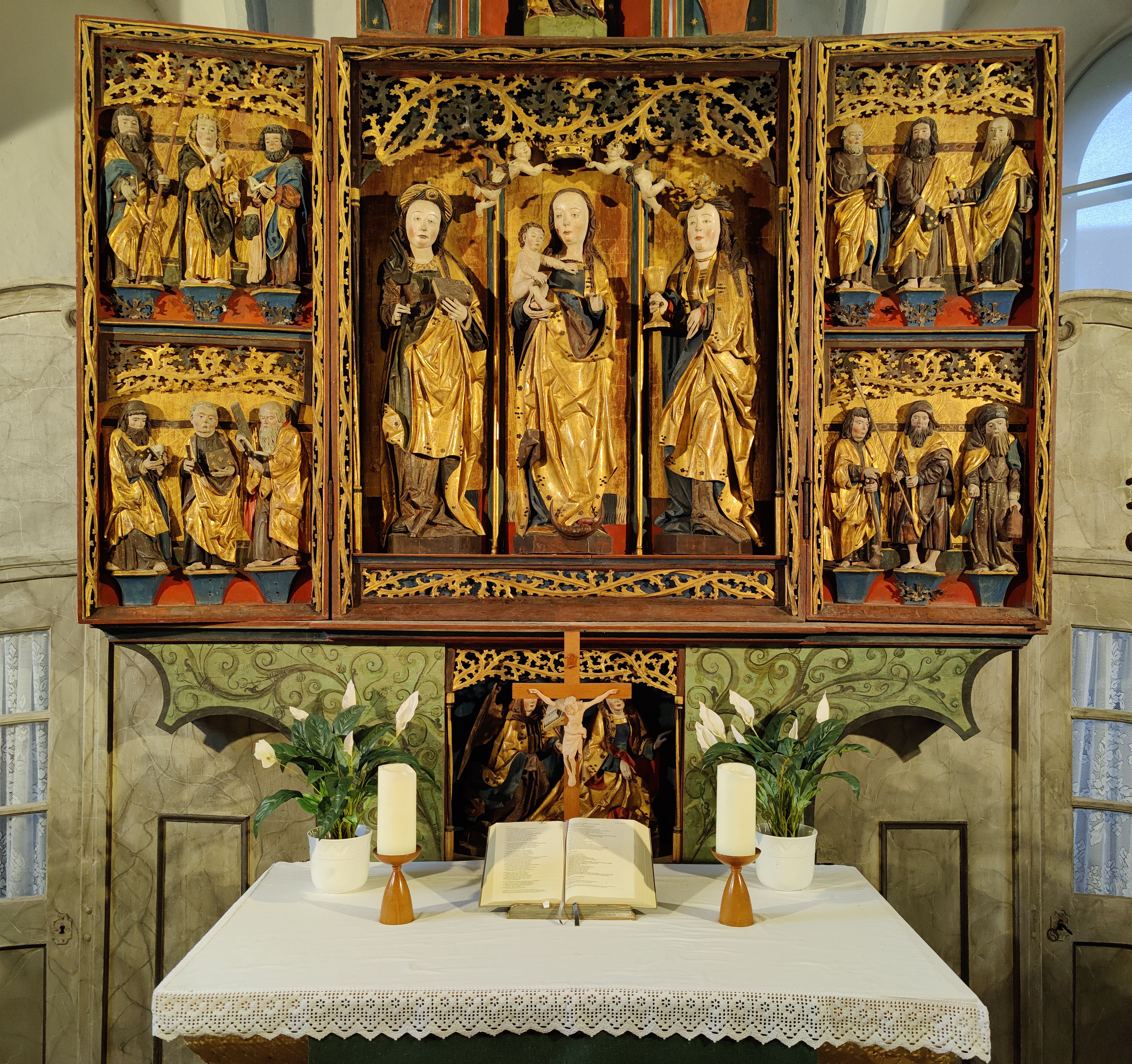
Schnitzaltar

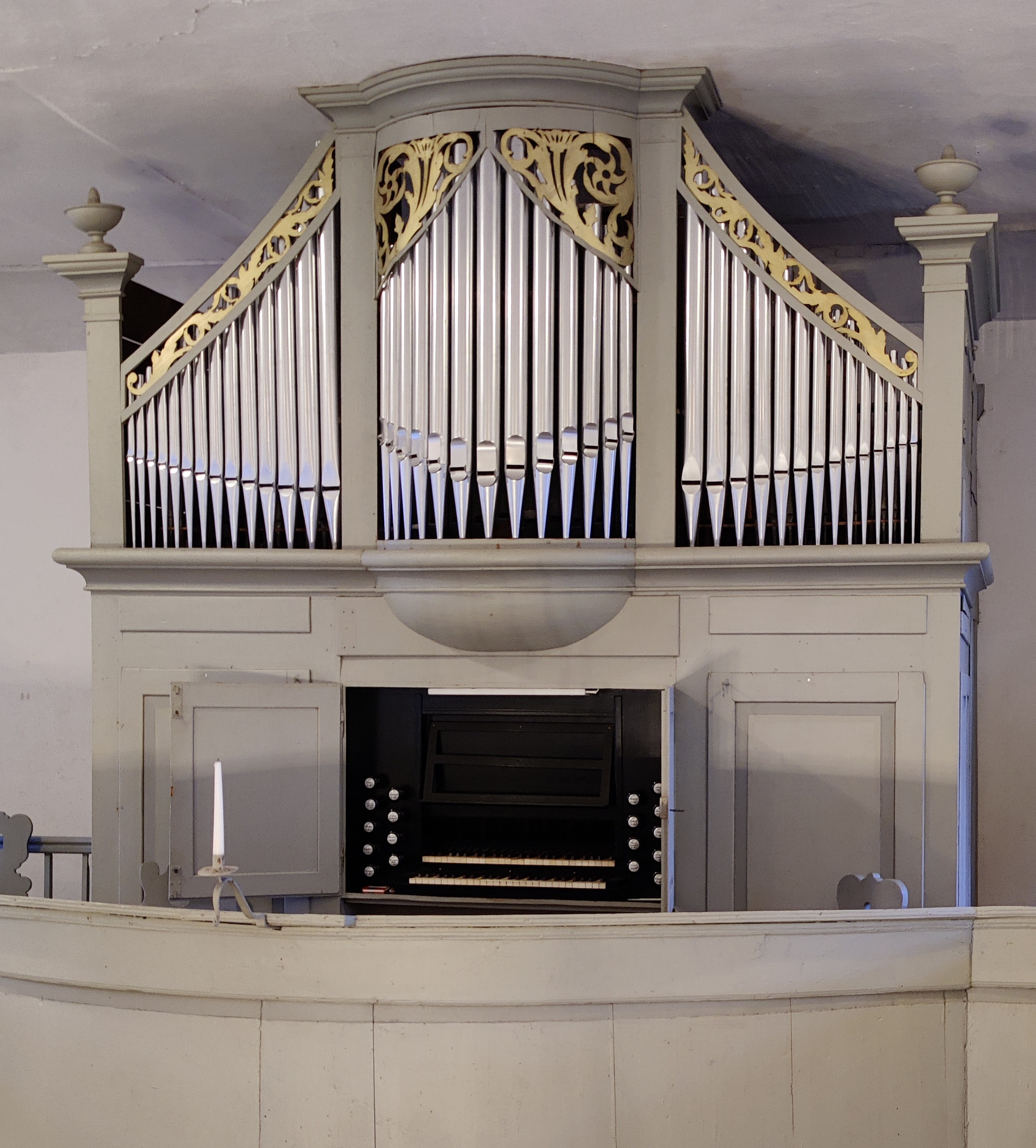
Ladegast-Orgel

Von der ursprünglichen spätromanischen Chorturmkirche ist nur der quadratische Turm mit gekuppelten rundbogigen Schallöffnungen im Glockengeschoss erhalten; heute steht er zwischen einem etwas breiteren spätgotischen Chor und einem Schiff aus dem Jahr 1838 im Rundbogenstil. Der kuppelig gewölbte Turmraum ist mit großen Spitzbögen im Osten und Westen geöffnet. Der einjochige kreuzrippengewölbte Chor endet in einem fünfseitigen Schluss mit Strebepfeilern. Im flachgedeckten Schiff ist eine Hufeisenempore eingebaut.

## Ausstattung
Der künstlerisch wertvolle Schnitzaltar vom Anfang des 16. Jahrhunderts zeigt im Mittelschrein eine von zwei kleineren Engeln gekrönte Madonna zwischen den Heiligen Katharina und Barbara. In den Flügeln sind je sechs der Apostel in zwei Reihen dargestellt, im Schrein der Predella die Verkündigung, auf den Flügelrückseiten die Trennung der Apostel in sechs gemalten Abschiedsszenen vor romantischer Berglandschaft, auf den Standflügeln, ebenfalls gemalt, je zwei Heilige: Dorothea und Katharina, Barbara und Margareta, die schlanken grazilen Figuren wie auch die Landschaftsgestaltung verweisen auf einen selbstständigen Schüler Lucas Cranachs des Älteren. Auf diesem Altar steht ein zweiter kleinerer Schnitzaltar aus der gleichen Werkstatt mit Darstellungen von Anna selbdritt im Schrein, in den Flügeln die Heiligen Katharina und Magdalena, auf ihren Rückseiten gemalt der Heilige Laurentius und männliche Heilige. Zur Ausstattung gehört weiter eine geschnitzte barocke Taufe, mit von einem Pelikan bekröntem Deckel. Reste eines barocken Gestühls sind ebenfalls erhalten.

## Orgel
Die Orgel der Dorfkirche Albersroda wurde 1851 von Friedrich Ladegast aus Weißenfels als Opus 7 erbaut. Sie besitzt zwei Manuale und Pedal mit 15 Registern, mechanischer Traktur und Schleifladen. 1875 wurde die Orgel um zwei Register erweitert. 1892 gab es einige Reparaturen durch die Firma Heerwagen. Restaurierungen folgten 2001 durch Hermann Eule Orgelbau Bautzen und 2005 durch Orgelbau Schönefeld. Die Orgel ist weitgehend unverändert erhalten und bei folgender Disposition vollständig spielbar:
| Hauptwerk C–d3 |                |     |
| 01.            | Bordun (ab c)  | 16′ |
| 02.            | Principal      | 8′  |
| 03.            | Gedackt        | 8′  |
| 04.            | Viola di Gamba | 8′  |
| 05.            | Octave         | 4′  |
| 06.            | Gedackt        | 4′  |
| 07.            | Oktave         | 2′  |
| 08.            | Mixtur III     |     |

| Hinterwerk C–d3 |                  |    |
| 09.             | Lieblich Gedackt | 8′ |
| 10.             | Flauto trav.     | 8′ |
| 11.             | Flauto amabile   | 4′ |
| 12.             | Waldflöte        | 2′ |

| Pedal C–c1 |              |     |
| 13.        | Subbaß       | 16′ |
| 14.        | Violon       | 16′ |
| 15.        | Principalbaß | 8′  |

- Koppeln: II/I, I/P

## Glocken
Die erste bekannte Kirchenglocke in Albersroda wurde 1502 von Mathis Somer geschaffen. 1792 kamen weitere Glocken hinzu, von denen zwei 1917 im Rahmen der Metallspende des deutschen Volkes abgegeben werden mussten. Seit 1964 erklingt ein dreistimmiges Eisengeläut vom Turm der Kirche. Alle Glocken hängen an gekröpften Jochen mit Gegengewichtsklöppeln. Die Tonfolge ist a’–c’’–d’’.